# Jake Paterson
Pour les articles homonymes, voir Paterson.
Jake Paterson est un surfeur professionnel australien de la région de Margaret River. Paterson est actuellement retraité du circuit.

## Palmarès
- double vainqueur circuit WQS 1996 et 2002
- vainqueur du Pipeline Masters 1998
- double vainqueur J BAY WCT 2000 et 2001
- double vainqueur Sunset World Cup of Surfing (Hawaii) 2003 (WCT) et 2005 (WQS) en éliminant notamment les deux fois Andy Irons en finale
- classé 5 mondial sur le circuit pro en 2000 et 2001